# Глубокая (Свердловская область)
Глубо́кая — посёлок в Нижнетуринском муниципальном округе Свердловской области России. С 1933 по 1976 год имел статус рабочего посёлка (посёлка городского типа).

## Географическое положение
Посёлок Глубокая расположен в 16 километрах (по автодорогам  в 18 километрах) к северу от города Нижней Туры, на обоих берегах реки Ис (левого притока Туры), в 3 километрах от устья.

## История
Указом Президиума Верховного Совета РСФСР от 25.07.1959 г. №457 рабочий посёлок Маломальск переименован в Глубокая.

## Население
| 2002 | 2010 | 2021 |
| ---- | ---- | ---- |
| 30   | ↘20  | ↘15  |